# Corte Superior de Justicia de Puno
La Corte Superior de Justicia de Puno es el tribunal de apelación cuya sede es la ciudad de Puno, capital del departamento homónimo y cuya competencia se extiende a todo el Distrito Judicial de Puno. Fue creada el 21 de diciembre de 1832 durante el gobierno de Agustín Gamarra y se instaló el 28 de julio de 1850 durante el gobierno de Ramón Castilla. Está compuesta por un total de 6 salas superiores que conocen en segunda instancia las sentencias expedidas por los juzgados especializados del distrito judicial.

## Historia
En la primera constitución política del Perú se decretó que las funciones judiciales las ejercía el Poder Judicial, el mismo que estaría encabezado por la Corte Suprema de la República y estaría dividido en las cortes superiores de Arequipa, Cusco y Trujillo. Posteriormente, Simón Bolívar dispuso mediante decreto dictatorial del 4 de abril de 1825 que el territorio del departamento de Puno estuviera sometido a la competencia de la Corte Superior de Justicia de Arequipa.
El 26 de octubre de 1832, los diputados por Puno presentaron un proyecto de ley para la creación de una corte superior con sede en la ciudad capital del departamento de Puno, logrando que se apruebe la Ley N° 138 de fecha 21 de diciembre de 1832, la misma que fue aprobada el 7 de enero de 1833 por el presidente Mariscal Don Agustín Gamarra Messía, y como Ministro de Justicia don José María Pando. Sin embargo, esta ley no se promulgaría sino hasta 7 años después, el 20 de octubre de 1846, durante el gobierno de Ramón Castilla y su implementación demoró otros cinco años, hasta que Ramón Castilla volviera al poder, y declarara el 28 de julio de 1850 como establecida a la corte puneña.

## Competencia territorial
Según la organización territorial inicial, las Cortes Superiores tenían competencia territorial en el departamento de su sede, el mismo que se correspondía con un determinado Distrito Judicial. Sin embargo, esta división fue modificándose paulatinamente por razones de cercanía comunicativa. En la actualidad la Corte Superior de Justicia de Puno es la confirmación de esa regla al tener competencia territorial sobre todo el territorio del departamento de Puno

## Composición
La Corte Superior de Justicia de Puno está conformada por 6 salas superiores:
- 1 Sala Civil con sede en Puno
- 2 Salas Penales con sede en Puno
- 1 Sala Civil con sede en Juliaca
- 2 Salas Penales con sede en Juliaca

Cada Sala está conformada por tres jueces superiores que, en el Perú, reciben la denominación de "vocales superiores". La reunión de todos los vocales superiores constituyen la "Sala Plena" que es el máximo órgano deliberativo de la Corte Superior.

## Presidente de la Corte Superior
De conformidad con los artículos 38 y 45 de la Ley Orgánica del Poder Judicial, los vocales eligen un Presidente de la Corte Superior. En el caso de Puno, la elección se realiza el primer jueves del mes de diciembre cada dos años mediante votación secreta de los vocales superiores titulares.
El actual Presidente de la Corte Superior es el doctor Benny José Álvares Quiñonez para el periodo 2025 - 2026.
| N.º | Nombres y Apellidos               | Año                    |
| --- | --------------------------------- | ---------------------- |
| 1   | José Miranda García               | 1980                   |
| 2   | Alcides Rene Velazco de Amat      | 1981                   |
| 3   | Roberto Mendoza Aragón            | 1982 (1)               |
| 4   | Gerardo Sixto Zantalla Castro     | 1983 (1)               |
| 5   | Jaime J. Delgado Medina           | 1984 (1)               |
| 6   | Jorge Germán Molina Pérez         | 1985                   |
| 7   | José R. Deza Portugal             | 1986 - 1987 (1)        |
| 8   | Roberto Mendoza Aragón            | 1988 (2)               |
| 9   | Gerardo Sixto Zantalla Castro     | 1989 (2)               |
| 10  | Jaime J. Delgado Medina           | 1990 (2)               |
| 11  | Jose Manuel Nuñez Nuñez           | 1991                   |
| 12  | Juan Víctor Eyzaguirre Salas      | 1992                   |
| 13  | José Rafael Deza Portugal         | 1993 - 1994 - 1995 (2) |
| 14  | Domingo Vásquez Cáceres           | 1996 - 1997            |
| 15  | Nimer Roberto Marroquin Mogrovejo | 1998                   |
| 16  | Uriel Balladares Aparicio         | 1999                   |

| N.º | Nombres y Apellidos                    | Año                |
| --- | -------------------------------------- | ------------------ |
| 1   | Tito Guido Gallegos Gallegos           | 2000               |
| 2   | Miguel Angel Tomayconza Fernandez Baca | 2001 - 2002        |
| 3   | Manuel León Quintanilla Chacón         | 2003               |
| 4   | Ricardo Salinas Malaga                 | 2004 - 2005 - 2006 |
| 5   | Pastora Udelia Butrón Zeballos         | 2007 - 2008        |
| 6   | Reynaldo Luque Mamani                  | 2009 - 2010        |
| 7   | Rómulo Carcausto Calla                 | 2011 - 2012        |
| 8   | Gregorio Percy Lozada Cueva            | 2013 - 2014        |
| 9   | Hernán Layme Yépez                     | 2015 - 2016        |
| 10  | Oscar Fredy Ayestas Ardiles            | 2017 - 2018        |
| 11  | Jovito Salazar Ore                     | 2018               |
| 12  | Walter Gálvez Condori                  | 2019 - 2020        |
| 13  | Pánfilo Monzón Mamani                  | 2021 - 2022        |
| 14  | Juan Francisco Ticona Ura              | 2023 - 2024        |
| 15  | Benny José Álvares Quiñonez            | 2025 - 2026        |

## Sede
Las Salas Superiores tienen su sede en el Palacio de Justicia de Puno ubicado en la Plaza de Armas de la ciudad.